# Aeroportul Regional Pellston
Aeroportul Regional Pellston (IATA: PLN, ICAO: KPLN, FAA LID: PLN) este un aeroport din Michigan, Statele Unite ale Americii ce deservește zona Pellston⁠(d). Aeroportul a fost tranzitat în 2019 de 58.100 de pasageri. A fost numit după zona deservită.
Situat la o altitudine de 219 m, aeroportul dispune de 2 piste.

## Infrastructură

### Piste
Aeroportul dispune de 2 piste. Pista 05/23 are suprafața de asfalt și dimensiunile 5.401 picioare × 150 picioare. Pista 14/32 are suprafața de asfalt și dimensiunile 6.513 picioare × 150 picioare. 